# Karl Johan Lewerth
Karl Johan Lewerth, född 13 januari 1818 i Arboga, död 25 maj 1888 i Örebro, var en svensk tonsättare.

## Biografi
Karl Johan Lewerth föddes 13 januari 1818 i Arboga. Lewerth blev 1841 organist och kantor vid stadskyrkan i Örebro samt 1842 musiklärare vid högre elementarläroverket där. Han komponerade flera häften sånger vid piano, manskvartetter, en Engelbrektskantat till minnesfesten i Örebro 1865, en kantat till den kungliga silverbröllopsfesten 1882, musik till sångspelet Peder Rank och hans fästmö (1870) och lustspelet Vingåkersbruden (1878) med mera, röjande en viss lättfattlig melodisk begåvning. Dessutom utgav han åtskilliga kyrkokantater och en koralbok (1860). Lewerth avled 25 maj 1888 i Örebro.

## Musikverk
- Peder Rank och hans fästmö, sångspel, 1870. Texten är skriven av Olof Hermelin.
- Vingåkersbruden, folklustspel, 1878. Texten är skriven av Ernst Lundquist.

### Piano
- Marsch utförd vid Engelbrektsstodens aftäckande i Örebro. Utgiven på Elkan & Schildknecht, Stockholm.
- Ett bröllop i Wingåker. Utgiven på Stockholm & Paris, Breslau.

### Orgel
- Koralbok för kyrkan, hemmet och skolan med Svenska messan m. m.

### Sång och piano
- Det är vår!, sång med piano. Utgiven 1874 på Abraham Lundquist, Stockholm.

- Min första serenad. Ett gymnasistminne, i: Sex visor diktade och sjungna av Pelle Ödman. Utgiven på Abraham Lundquist, Stockholm.

- Morgonen , sång för en basröst med piano. Texten är skriven av Johan Ludvig Runeberg. Utgiven 1873 på Abraham Lundquist, Stockholm.
- Nya sånger vid piano. Utgiven på Abraham Hirsch, Stockholm.

1. Kom tillbaka!
2. Kärlekens dialektik.
3. Till den frånvarande.
4. Sången.

- Sommarfröjd, sång för en basröst med piano. Utgiven 1873 på Abraham Lundquist, Stockholm.
- Sånger ur Peder Rank och hans fästmö. Utgiven 1870 på Elkan & Schildknecht, Stockholm.

1. Väntan och längtan.
2. Folkvisa.
3. Korpral Modigs sång.
4. Dina blå ögon (duett för sopran och tenor).

- Sånger vid piano ur Vingåkersbruden. Utgiven 1878 på Elkan & Schildknecht, Stockholm.

1. ”O, kunde jag slita den boja så hård”.
2. ”Så vänligt lyser solen”.
3. ”Om i ert bröst ni hjerta äger” (duett).

- Sånger vid pianoforte. Utgiven på Abraham Hirsch, Stockholm.

1. Kinnekulle.
2. Älskarens bön.
3. Aspen.
4. Löjtnanten på bal.
5. Stormen.
6. Tårarne på grafven.

- Tre sånger med accompagnement för fortepiano. Utgiven i Stockholm.

1. Den fattiges jul.
2. Visa.
3. Sommarqvällen.

- Vid Adolfsberg, romance för en röst med piano. Utgiven 1869 på Abraham Lundquist, Stockholm. Sången är hämtad ur Peder Rank och hans fästmö.

### Kör
- Sju sånger i Hoppet, Sångbok för Sveriges nykterhetsvänner 1877, Örebro.
- Engelbrektskantat till minnesfesten i Örebro, 1865.
- Gammalt och nytt. Fyrstämmiga sånger för mansröster. Utgivna 1872 i Örebro.
- Han på korset, han allena. Text av Johan Ludvig Runeberg.
- Kantat till den kungliga silverbröllopsfesten 1882.
- Vårsång "Ljuflig är den unga vår".